# Viktorie Hanišová
Viktorie Hanišová (Praag, 24 juli 1980) is een Tsjechisch schrijfster en literair vertaalster. In haar boeken staan vooral verbroken familierelaties en het moederschap centraal. Ze vertaalt uit het Engels en Duits. 
Voor haar vertaling uit het Duits van Philipp Winklers roman Hool (Tsjechisch: Chuligán) won ze in 2018 een Josef Jungmann-prijs.

## Leven en werk
Na haar middelbare school in Praag studeerde ze een jaar lang Engels en Duits aan de Karelsuniversiteit aldaar. Vervolgens was ze korte tijd docent; daarna bracht ze een jaar door op een taleninstituut in Duitsland en ging ze aan de slag als vertaalster en schrijfster.
Haar debuutwerk als schrijfster was een roman genaamd Anežka (Agnes). Dit boek verscheen in 2015 en draaide rond het thema moederschap. Ook de daaropvolgende boeken, Houbařka en Rekonstrukce (Wederopbouw), waren gewijd aan dat thema. Daarna verscheen een kortverhalenbundel van haar hand omtrent het onderwerp zelfmoord: Dlouhá trať. In 2021 kwam het boek Beton a hlína (Beton en klei) uit, waarin verantwoord leven in stedelijke omgevingen centraal stond. In 2022 kwam Neděle odpoledne (Zondagmiddag) uit.
Hanišová heeft meerdere vertalingen op haar naam staan, waaronder Chuligán, een vertaling van Hool van Philipp Winkler, Dívka, žena, jiné (oorspronkelijke titel: Girl, Woman, Other) van Bernardine Evaristo, Vteřina mozkem / Zajíc, naar het origineel Sekunde durch Hirn / Hase van Melchior Vischer, en Džinové (Dschinns) van Fatma Aydemir. Laatstgenoemd boek werd gepubliceerd met steun van het Goethe-Institut Česko.

## Werken (selectie)
| Jaar | Titel            | Genre              |
| ---- | ---------------- | ------------------ |
| 2015 | Anežka           | Roman              |
| 2018 | Houbařka         | Roman              |
| 2019 | Rekonstrukce     | Roman              |
| 2020 | Dlouhá trať      | Kortverhalenbundel |
| 2021 | Beton a hlína    | Sociaal/politiek   |
| 2022 | Neděle odpoledne | Roman              |

## Prijzen en onderscheidingen
2018: Josef Jungmann Creative Award